# Теленештський район
Теленештський район або Теленешть (рум. Teleneşti) — район у центральній Молдові. Адміністративний центр — Теленешти.
Межує зі Флорештським і Шолданештським районами на півночі, Резинським районом на північному сході, Оргіївським районом — на сході та південному сході, з Калараським районом на півдні, Унгенським районом — на південному заході, а також із Синжерейським районом на заході.
Національний склад населення згідно з Переписом населення Молдови 2004  та 2014 років.
| етнічна група     | 2004           | 2004      | 2014           | 2014      |
| етнічна група     | кількість осіб | Частка, % | кількість осіб | Частка, % |
| ----------------- | -------------- | --------- | -------------- | --------- |
| молдовани/румуни  | 68 571         | 97,78     | 60 057         | 98,22     |
| українці          | 879            | 1,25      | 560            | 0,92      |
| росіяни           | 537            | 0,77      | 303            | 0,50      |
| болгари           | 16             | 0,02      | 8              | 0,01      |
| гагаузи           | 16             | 0,02      | 8              | 0,01      |
| цигани            | 6              | 0,01      | 1              | 0,00      |
| євреї             | 4              | 0,01      | ...            | ...       |
| поляки            | 1              | 0,01      | ...            | ...       |
| інші / не вказали | 96             | 0,14      | 207            | 0,34      |
| Всього            | 70 126         | 100       | 61 144         | 100       |

Повсякденна мова мешканців району (2014):
| мова                 | кількість осіб | Частка, % |
| -------------------- | -------------- | --------- |
| молдовська/румунська | 59 876         | 97,93     |
| російська            | 613            | 1,00      |
| українська           | 174            | 0,28      |
| інші                 | 78             | 0,13      |
| не вказали           | 403            | 0,66      |
| всього               | 61 144         | 100       |